# Portret mężczyzny (miniatura El Greca)
Portret mężczyzny – olej na kartonie autorstwa hiszpańskiego malarza pochodzenia greckiego Domenikosa Theotokopulosa, znanego jako El Greco, namalowany pomiędzy 1586 a 1590.
El Greco bardzo rzadko wykonywał miniatury, jeszcze mniej zachowało się ich w kolekcjach. W Hispanic Society of America znajdują się dwie miniatury: Portret mężczyzny i Portret kobiety. Są one sygnowane na odwrocie. Według Ludwiga Goldscheidera, sportretowanym mężczyzną w białej kryzie jest Ranuccio Farnese.
Miniatura, zanim trafiła do nowojorskiego muzeum, znajdowała się w kolekcji Kaiser Friedrich Museum w Berlinie.